# Wołodymyr Artiuch
Wołodymyr Mykołajowycz Artiuch (ukr. Володимир Миколайович Артюх, ur. 8 maja 1958 w Błagowieszczeńsku) – ukraiński wojskowy, generał porucznik Sił Zbrojnych Ukrainy. Od kwietnia 2023 roku do 17 kwietnia 2025 roku przewodniczący Sumskiej Obwodowej Administracji Państwowej, która od 24 lutego 2022 roku ma status administracji wojskowej.

## Życiorys
Wołodymyr Artiuch urodził się 8 maja 1958 roku w Błagowieszczeńsku w obwodzie amurskim Rosyjskiej FSRR.
W 1979 roku ukończył Wyższą Szkołę Dowodzenia Lotnictwa Wojskowego w Charkowie ze specjalnością w dowodzeniu radiokomunikacją. W 1988 roku został absolwentem Akademii Sił Powietrznych im. Jurija Gagarina, gdzie specjalizował się w operacyjno-taktycznym dowództwie oraz sztabie Sił Powietrznych. W 2005 roku ukończył Narodowy Uniwersytet Obrony Ukrainy ze specjalizacją w kierowaniu działaniami jednostek i związków Sił Zbrojnych.
Służbę wojskową pełnił na stanowiskach dowódczych i sztabowych. 20 sierpnia 2008 roku został awansowany na generała porucznika. Pracował jako szef podolskiego oddziału przedsiębiorstwa państwowego „Ukraińskie Państwowe Centrum Częstotliwości Radiowych”. W latach 2009–2012 zastępca szefa Sztabu Generalnego Sił Zbrojnych Ukrainy. W 2010 roku został kandydatem nauk wojskowych.
Artiuch był doradcą przewodniczącego Winnickiej Obwodowej Administracji Państwowej do spraw obronności oraz obrony terytorialnej. W 2020 roku Artiuch kandydował do rady miejskiej Winnicy z ramienia Ukraińskiej Partii Honoru, Walki z Korupcją i Przestępczością Zorganizowaną, jednak nie zdobył mandatu.
12 kwietnia 2023 roku został mianowany przez prezydenta Wołodymyra Zełenskiego przewodniczącym Sumskiej Obwodowej Administracji Państwowej, która od 24 lutego 2022 roku wskutek rosyjskiej inwazji ma status administracji wojskowej. W grudniu 2023 roku Artiuch przyznał, że od października w obwodzie sumskim nasiliły się ataki rosyjskich grup dywersyjnych złożonych z żołnierzy specnazu. Grupy te miały za zadanie niszczenie obiektów infrastruktury krytycznej oraz wiązanie sił ukraińskich. W marcu 2024 roku Artiuch poinformował o ewakuacji ponad 4500 cywilów z terenów przygranicznych z obwodu sumskiego po nasileniu rosyjskich ataków. W połowie marca 2024 roku w ciągu dwóch dni w obwodzie sumskim doszło do 800 wybuchów, co według generała miało być „normą półroczną”.
6 sierpnia 2024 roku rozpoczęła się operacja Sił Zbrojnych Ukrainy w obwodzie kurskim Federacji Rosyjskiej. 22 sierpnia podczas spotkania z prezydentem Zełenskim, odwiedzającym tereny przygraniczne, generał Artiuch potwierdził, że operacja kurska przyczyniła się do „zmniejszenia liczby zabitych i rannych cywilów” w sąsiednim obwodzie sumskim.
17 kwietnia 2025 roku został odwołany ze stanowiska przewodniczącego administracji wojskowej obwodu sumskiego, w kilka dni po ataku rakietowym na Sumy.

## Odznaczenia
- Order „Za zasługi” III klasy (1997)[13]
- Order „Za zasługi” II klasy (2007)[14]
- Order „Za zasługi” I klasy (2022)[15]